# Cerura australis
Cerura australis är en fjärilsart som beskrevs av Scott 1865. Cerura australis ingår i släktet Cerura och familjen tandspinnare. Inga underarter finns listade i Catalogue of Life.